# Лак для волос

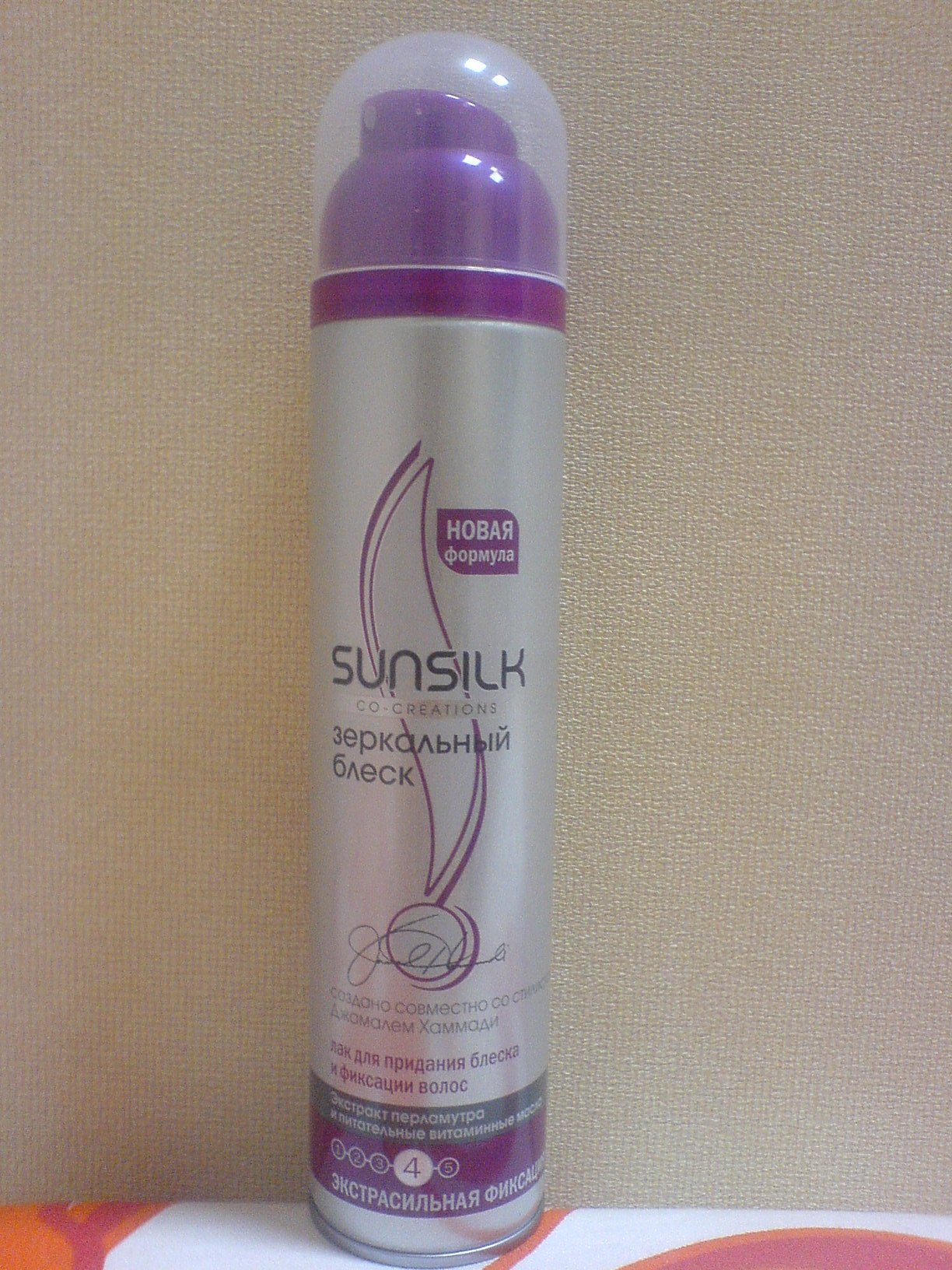
Лак для волос Sunsilk

Лак для волос — аэрозоль, который используется для создания и сохранения причёски на достаточно длительное время.

## История
После Второй мировой войны экономики многих стран требовали подъёма, быстрого восстановления и дальнейшего развития. Люди начали работать с новой силой, верой и желанием жить в светлом будущем. Работа занимала огромную часть времени. Женщинам не хватало времени на ежедневную укладку, а способ использования сетки для волос в целях сохранения причёски оставлял желать лучшего.
Женщинам необходимо было что-то, что могло облегчить им ритуал приведения своего внешнего вида в порядок.
Первый лак для волос представлял собой этиловый спирт с различными смолами, что, конечно, сохраняло причёску на достаточно долгий срок, однако ценой этого мог быть зуд кожи головы, сухость волос. С течением времени компании-производители меняли состав лака для волос, делая его более безопасным: добавляли масла деревьев, животные жиры, экстракты лечебных трав, смолы. Позже в лак для волос стали добавлять парфюм для придания волосам приятного запаха.
Лак для укладки волос необходим при создании как вечерней причёски, так и для дневной укладки. Основное свойство лака — фиксация волос, волосы должны оставаться подвижными и не иметь вид «склеенных волос», но и должны обязательно держать форму.
Профессиональный лак в своём составе содержит полезные вещества, которые придают волосам натуральный блеск и защищают волосы. Сохраняет укладку при любой погоде, делает волосы более послушными, возвращает волосам эластичность и упругость, обеспечивает бережный уход даже в самые солнечные дни. Укладка волос лаком имеет очень длинную историю применения и, следовательно, в своём развитии этот продукт претерпел несколько модификаций. Но одно остаётся неизменным — наличие сопла аэрозольного распылителя.
Использование лака получило распространение из-за повального желания создания безупречного стиля. Само собой разумеется, что причёска должна соответствовать общему стилю, который также включает в себя одежду и косметику. А что касается причёски, то нужно отметить, что укладка волос с помощью лака является достаточно эффективным способом придания нужной формы.
Лаки также могут отличаться во многих отношениях. Прежде всего, это степень силы укладки. Диапазоны, как правило, следующие: от нормальной и мягкой фиксации до сильной и очень жёсткой.

## Нетрадиционное применение
Лак для волос — традиционное топливо для картофельных пушек.
Также применяется для повышения адгезии стола при печати на 3D-принтере.

## В культуре
- Лак для волос (фильм)
- Песня Hairspray Queen, Nirvana
- Песня Hairspray, James Marsden